# 525 г. пр.н.е.

## Събития

### В Азия

#### В Персийската империя
- Цар на Персийската (Ахеменидска) империя е Камбис II (530 – 522 г. пр.н.е.).[1]
- Царят започва поход срещу Египет. Персийската войска достига Газа, след което прекосява Синайската пустиня с помощта на арабски номади.[2]

### В Африка

#### В Египет
- Фараон на Египет е Псамтик III (526 – 525 г. пр.н.е.).[3]
- Фараонът и войската му посрещат напредващата срещу Египет персийска войска на цар Камбис при град Пелузий. В разигралото се решително сражение персите постигат победа, а Псамтик е принуден да се оттегли в Мемфис, който скоро е достигнат от победоносните войници на Камбис. След кратка съпротива градът се предава, а фараона е пленен.[2]
- Сложен е край на историята на Египет като независимо царство. Страната е присъединена към Персия като сатрапия. Камбис назначава първия сатрап, уредени са въпросите засягащи плащането на трибут и настаняването на персийски гарнизони.[4]
- Камбис остава в Египет до 522 г. пр.н.е., време през което той изпраща походи срещу Картаген, Либийските оазиси и Нубия като и трите кампании се провалят.[5]

#### В Киренайка
- След като Египет е завладян от персите, царят на Кирена Аркесилай III изпраща дарове на Камбис и приема положение на трибутарен васал. Същото прави и неговия тъст Алазеир, който управлява Барка.[6]

### В Европа

#### В Атина
- Хипий и Хипарх са тирани. Клистен е архонт през 525/4 г. пр.н.е.[7]

## Родени
- Есхил, един от най-известните древногръцки драматурзи, често описван като „баща на трагедията“ (умрял 456 г. пр.н.е.)